# Freiwillige Arbeiter-Feuerwehr St. Pölten
Die Freiwillige Arbeiter-Feuerwehr St. Pölten war die einzige Freiwillige Feuerwehr in Österreich, die auch aus politischer Motivation gegründet wurde, aber auch verboten wurde. Sie bestand von 1923 bis 1934. Wie die Arbeitersportvereine und Genossenschaften der damaligen Zeit ist sie als Teil der Arbeiterbewegung zu sehen, die sich in vielen gesellschaftlichen Bereichen Parallelstrukturen zu den bestehenden, als bürgerlich dominiert empfundenen, Institutionen schuf. 

## Gründung
Die Arbeiter-Feuerwehr St. Pölten wurde 1923 in einem von Arbeitern bewohnten ehemaligen Kriegsspital in St. Pölten, der sogenannten Barackenstadt Herzogenburgerstraße, gegründet. Die 6.000 Bewohner fürchteten einerseits die große Feuergefahr, wollten aber auch ein Gegenstück zur Stadtfeuerwehr, die ebenso freiwillig aber bürgerlich dominiert war, schaffen.

## Aufbau
Als „Feuertaufe“ hatte die Arbeiter-Feuerwehr am Neujahrstag des Jahres 1924 einen Brand in einer der Baracken zu löschen, der durch einen Kurzschluss ausgelöst wurde. 
Die Feuerwehr wurde 1924 in den niederösterreichischen Landesfeuerwehrverband aufgenommen. Es wurde auch erlaubt, die üblichen Uniformen zu tragen. Auch ein Feuerwehrfahrzeug, ein Fiat Torino, sowie eine 20-Meter-Leiter konnten in diesem Jahr angeschafft werden. Die Planungen für ein Feuerwehr-Depot wurden begonnen. Da der Bau aber durch die Arbeiter nicht finanziert werden konnte, wurde bereits 1927 das Depot der Stadtfeuerwehr übernommen. Finanziell so entlastet, konnte die Arbeiter-Feuerwehr sich zusätzliche gebrauchte Fahrzeuge kaufen.
Die Arbeiter-Feuerwehr wurde in die übliche örtliche und überörtliche Einsatztätigkeit eingeteilt. Die Einsatzzahlen bewegten sich bis zu 50 Einsätzen pro Jahr. Den Aufzeichnungen zufolge hatte sie im überörtlichen Bereich eher die weit entfernteren Einsätze zu bewältigen. Von einem Einsatz in Melk wird berichtet, der aber dann auf Grund der Entfernung doch abgebrochen wurde.
1931 wurde das Feuerwehrhaus durch die erweiterte Ausrüstung noch einmal ausgebaut.

## Verbot
In der Folge des Österreichischen Bürgerkriegs gegen den Austrofaschismus (1934) wurde sowohl die sozialdemokratische Partei SDAP als auch die ihr zugehörigen und zugeordneten Organisationen verboten. Auch die Arbeiter-Feuerwehr St. Pölten wurde mit Bescheid vom 27. Februar 1934 verboten. Die Ausrüstung ging in den Besitz der Stadtfeuerwehr über.